# Romuald Ntsitsigui
Romuald Ntsitsigui Ewouta (Moanda, 8 aprile 1991) è un calciatore gabonese, attaccante del Mangasport.

## Carriera

### Club
Il 19 agosto 2016 viene acquistato a titolo definitivo dalla squadra albanese del Tirana, con cui firma un contratto biennale con scadenza il 30 giugno 2018.

## Palmarès

### Club

#### Competizioni nazionali
- Coppa d'Albania: 1

Tirana: 2016-2017